# 10135 Wimhermsen
10135 Wimhermsen eller 1993 LZ1 är en asteroid i huvudbältet som upptäcktes den 13 juni 1993 av den amerikanske astronomen Henry E. Holt vid Palomarobservatoriet. Den är uppkallad efter Wim Hermsen.
Asteroiden har en diameter på ungefär 4 kilometer och den tillhör asteroidgruppen Vesta.